# Marcus Smith (giocatore di football americano)
Marcus Smith (Columbus, 31 marzo 1992) è un giocatore di football americano statunitense che milita nel ruolo di outside linebacker per i Seattle Seahawks della National Football League (NFL). Fu scelto come 26º assoluto nel Draft NFL 2014 dai Philadelphia Eagles. Al college ha giocato a football all'Università di Louisville.

## Carriera

### Philadelphia Eagles
Smith fu scelto come 26º assoluto nel Draft 2014 dai Philadelphia Eagles. Debuttò come professionista subentrando nella vittoria della settimana 3 contro i Washington Redskins. La sua annata si chiuse giocando 8 scampoli di partita, senza fare registrare alcuna statistica. Giocò sporadicamente nel 2015 mentre nel 2016 scese in campo in tutte le 16 partite, mai tuttavia come titolare, terminando con 16 tackle e 2,5 sack. Il 26 luglio 2017, Smith fu svincolato dagli Eagles.

### Seattle Seahawks
Il 28 luglio 2017, Smith firmò con i Seattle Seahawks. Nel quarto turno mise a segno 1,5 sack e forzò un fumble su Jacoby Brissett degli Indianapolis Colts che fu recuperato dal compagno Bobby Wagner e ritornato per 21 yard in touchdown.

## Statistiche
| Partite totali      | 37  |
| Partite da titolare | 0   |
| Tackle              | 23  |
| Sack                | 4,0 |
| Intercetti          | 0   |

Statistiche aggiornate alla stagione 2016